# Mannschaftsaufstellungen der Schacholympiade der Frauen 2006
Die Tabellen nennen die Aufstellung der Mannschaften bei der Schacholympiade der Frauen 2006 in Turin. Es beteiligten sich 103 Mannschaften, darunter neben der A-Mannschaft eine weitere Mannschaft des Gastgeberlandes. Sie absolvierten ein Turnier über 13 Runden im Schweizer System. Zu jedem Team gehörten drei Spielerinnen und maximal eine Ersatzspielerin. Für die Platzierung der Mannschaften waren die Brettpunkte vor der Buchholz-Wertung, den Mannschaftspunkten und der Sonneborn-Berger-Wertung 
maßgeblich. 

## Mannschaften

### 1. Ukraine
| Platz | Land             | G  | R | V | Brettp. | Mannschaftsp. |
| ----- | ---------------- | -- | - | - | ------- | ------------- |
| 1     | Ukraine          | 12 | 1 | 0 | 29,5    | 15            |
| Brett | Spielerin        | G  | R | V | Punkte  | Partien       |
| 1     | Natalja Schukowa | 05 | 5 | 0 | 7,5     | 10            |
| 2     | Kateryna Lahno   | 07 | 2 | 1 | 8       | 10            |
| 3     | Inna Gaponenko   | 06 | 2 | 1 | 7       | 9             |
| R     | Anna Uschenina   | 04 | 6 | 0 | 7       | 10            |

### 2. Russland
| Platz | Land                    | G | R | V | Brettp. | Mannschaftsp. |
| ----- | ----------------------- | - | - | - | ------- | ------------- |
| 2     | Russland                | 9 | 3 | 1 | 28      | 21            |
| Brett | Spielerin               | G | R | V | Punkte  | Partien       |
| 1     | Alexandra Kostenjuk     | 4 | 4 | 2 | 6       | 10            |
| 2     | Tatjana Kossinzewa      | 7 | 5 | 0 | 9,5     | 12            |
| 3     | Nadeschda Kossinzewa    | 6 | 3 | 1 | 7,5     | 10            |
| R     | Jekaterina Kowalewskaja | 4 | 2 | 1 | 5       | 7             |

### 3. China
| Platz | Land                | G  | R | V | Brettp. | Mannschaftsp. |
| ----- | ------------------- | -- | - | - | ------- | ------------- |
| 3     | Volksrepublik China | 08 | 3 | 2 | 27,5    | 19            |
| Brett | Spielerin           | G  | R | V | Punkte  | Partien       |
| 1     | Zhao Xue            | 07 | 6 | 0 | 10      | 13            |
| 2     | Wang Yu             | 01 | 1 | 2 | 1,5     | 4             |
| 3     | Shen Yang           | 04 | 2 | 3 | 5       | 9             |
| R     | Hou Yifan           | 10 | 2 | 1 | 11      | 13            |

### 4. USA
| Platz | Land                | G | R | V | Brettp. | Mannschaftsp. |
| ----- | ------------------- | - | - | - | ------- | ------------- |
| 4     | Vereinigte Staaten  | 7 | 5 | 1 | 24,5    | 19            |
| Brett | Spielerin           | G | R | V | Punkte  | Partien       |
| 1     | Anna Zatonskih      | 2 | 6 | 3 | 5       | 11            |
| 2     | Irina Krush         | 6 | 4 | 1 | 8       | 11            |
| 3     | Rusudan Goletiani   | 6 | 5 | 1 | 8,5     | 12            |
| R     | Camilla Baginskaite | 2 | 2 | 1 | 3       | 5             |

### 5. Ungarn
| Platz | Land              | G | R | V | Brettp. | Mannschaftsp. |
| ----- | ----------------- | - | - | - | ------- | ------------- |
| 5     | Ungarn            | 8 | 1 | 4 | 24,5    | 17            |
| Brett | Spielerin         | G | R | V | Punkte  | Partien       |
| 1     | Hoàng Thanh Trang | 7 | 5 | 1 | 9,5     | 13            |
| 2     | Ildikó Mádl       | 2 | 6 | 2 | 5       | 10            |
| 3     | Szidónia Vajda    | 4 | 3 | 2 | 5,5     | 9             |
| R     | Anita Gara        | 4 | 1 | 2 | 4,5     | 7             |

### 6. Georgien
| Platz | Land                   | G | R | V | Brettp. | Mannschaftsp. |
| ----- | ---------------------- | - | - | - | ------- | ------------- |
| 6     | Georgien               | 7 | 3 | 3 | 24,5    | 17            |
| Brett | Spielerin              | G | R | V | Punkte  | Partien       |
| 1     | Nino Churzidse         | 3 | 5 | 3 | 5,5     | 11            |
| 2     | Nana Dsagnidse         | 7 | 0 | 3 | 7       | 10            |
| 3     | Lela Dschawachischwili | 7 | 3 | 1 | 8,5     | 11            |
| R     | Maia Lomineischwili    | 2 | 3 | 2 | 3,5     | 7             |

### 7. Niederlande
| Platz | Land                  | G | R | V | Brettp. | Mannschaftsp. |
| ----- | --------------------- | - | - | - | ------- | ------------- |
| 7     | Niederlande           | 7 | 3 | 3 | 24,5    | 17            |
| Brett | Spielerin             | G | R | V | Punkte  | Partien       |
| 1     | Peng Zhaoqin          | 7 | 2 | 2 | 8       | 11            |
| 2     | Tea Lanchava          | 4 | 4 | 2 | 6       | 10            |
| 3     | Petra Schuurman       | 3 | 3 | 3 | 4,5     | 9             |
| R     | Bianca de Jong-Muhren | 5 | 2 | 2 | 6       | 9             |

### 8. Armenien
| Platz | Land                | G | R | V | Brettp. | Mannschaftsp. |
| ----- | ------------------- | - | - | - | ------- | ------------- |
| 8     | Armenien            | 7 | 4 | 2 | 24      | 18            |
| Brett | Spielerin           | G | R | V | Punkte  | Partien       |
| 1     | Lilit Mkrttschjan   | 4 | 7 | 1 | 7,5     | 12            |
| 2     | Elina Danieljan     | 6 | 5 | 1 | 8,5     | 12            |
| 3     | Nelli Aghinjan      | 1 | 3 | 2 | 2,5     | 6             |
| R     | Siranush Andriasian | 5 | 1 | 3 | 5,5     | 9             |

### 9. Slowenien
| Platz | Land            | G | R | V | Brettp. | Mannschaftsp. |
| ----- | --------------- | - | - | - | ------- | ------------- |
| 9     | Slowenien       | 7 | 2 | 4 | 24      | 16            |
| Brett | Spielerin       | G | R | V | Punkte  | Partien       |
| 1     | Anna Musytschuk | 6 | 4 | 1 | 8       | 11            |
| 2     | Ana Srebrnič    | 4 | 5 | 2 | 6,5     | 11            |
| 3     | Jana Krivec     | 4 | 5 | 2 | 6,5     | 11            |
| R     | Ksenija Novak   | 2 | 2 | 2 | 3       | 6             |

### 10. Tschechien
| Platz | Land              | G | R | V | Brettp. | Mannschaftsp. |
| ----- | ----------------- | - | - | - | ------- | ------------- |
| 10    | Tschechien        | 8 | 0 | 5 | 24      | 16            |
| Brett | Spielerin         | G | R | V | Punkte  | Partien       |
| 1     | Jana Jacková      | 5 | 4 | 1 | 7       | 10            |
| 2     | Kateřina Čedíková | 4 | 1 | 4 | 4,5     | 9             |
| 3     | Olga Sikorová     | 4 | 4 | 2 | 6       | 10            |
| R     | Petra Blažková    | 5 | 3 | 2 | 6,5     | 10            |

### 11. Deutschland
| Platz | Land                      | G | R | V | Brettp. | Mannschaftsp. |
| ----- | ------------------------- | - | - | - | ------- | ------------- |
| 11    | Deutschland               | 6 | 5 | 2 | 23,5    | 17            |
| Brett | Spielerin                 | G | R | V | Punkte  | Partien       |
| 1     | Elisabeth Pähtz           | 5 | 6 | 1 | 8       | 12            |
| 2     | Ketino Kachiani-Gersinska | 6 | 5 | 1 | 8,5     | 12            |
| 3     | Jessica Nill              | 1 | 0 | 4 | 1       | 5             |
| R     | Vera Jürgens              | 3 | 6 | 1 | 6       | 10            |

### 12. Indien
| Platz | Land              | G | R | V | Brettp. | Mannschaftsp. |
| ----- | ----------------- | - | - | - | ------- | ------------- |
| 12    | Indien            | 7 | 2 | 4 | 23      | 16            |
| Brett | Spielerin         | G | R | V | Punkte  | Partien       |
| 1     | Koneru Humpy      | 6 | 4 | 2 | 8       | 12            |
| 2     | Dronavalli Harika | 3 | 7 | 2 | 6,5     | 12            |
| 3     | Ghate Swathi      | 7 | 1 | 4 | 7,5     | 12            |
| R     | Mary Ann Gomes    | 1 | 0 | 2 | 1       | 3             |

### 13. Bulgarien
| Platz | Land                 | G | R | V | Brettp. | Mannschaftsp. |
| ----- | -------------------- | - | - | - | ------- | ------------- |
| 13    | Bulgarien            | 7 | 3 | 3 | 23      | 17            |
| Brett | Spielerin            | G | R | V | Punkte  | Partien       |
| 1     | Antoaneta Stefanowa  | 6 | 6 | 0 | 9       | 12            |
| 2     | Margarita Wojska     | 5 | 3 | 2 | 6,5     | 10            |
| 3     | Emilija Dschingarowa | 1 | 4 | 3 | 3       | 8             |
| R     | Marija Weltschewa    | 3 | 3 | 3 | 4,5     | 9             |

### 14. Rumänien
| Platz | Land                   | G | R | V | Brettp. | Mannschaftsp. |
| ----- | ---------------------- | - | - | - | ------- | ------------- |
| 14    | Rumänien               | 7 | 2 | 4 | 23      | 16            |
| Brett | Spielerin              | G | R | V | Punkte  | Partien       |
| 1     | Corina-Isabela Peptan  | 5 | 5 | 1 | 7,5     | 11            |
| 2     | Cristina-Adela Foișor  | 5 | 6 | 1 | 8       | 12            |
| 3     | Adina Bogza            | 3 | 3 | 3 | 4,5     | 9             |
| R     | Ana-Cristina Calotescu | 2 | 2 | 3 | 3       | 7             |

### 15. Vietnam
| Platz | Land                | G | R | V | Brettp. | Mannschaftsp. |
| ----- | ------------------- | - | - | - | ------- | ------------- |
| 15    | Vietnam             | 5 | 3 | 5 | 23      | 13            |
| Brett | Spielerin           | G | R | V | Punkte  | Partien       |
| 1     | Nguyễn Thị Thanh An | 3 | 3 | 4 | 4,5     | 10            |
| 2     | Hoàng Thị Bảo Trâm  | 5 | 4 | 2 | 7       | 11            |
| 3     | Lê Thanh Tú         | 5 | 4 | 3 | 7       | 12            |
| R     | Phạm Bích Ngọc      | 3 | 3 | 0 | 4,5     | 6             |

### 16. Kuba
| Platz | Land                     | G | R | V | Brettp. | Mannschaftsp. |
| ----- | ------------------------ | - | - | - | ------- | ------------- |
| 16    | Kuba                     | 7 | 3 | 3 | 23      | 17            |
| Brett | Spielerin                | G | R | V | Punkte  | Partien       |
| 1     | Sulennis Pina Vega       | 3 | 5 | 2 | 5,5     | 10            |
| 2     | Yaniet Marrero López     | 5 | 1 | 4 | 5,5     | 10            |
| 3     | Jennifer Perez Rodriguez | 3 | 3 | 3 | 4,5     | 9             |
| R     | Maritza Arribas Robaina  | 6 | 3 | 1 | 7,5     | 10            |

### 17. Lettland
| Platz | Land                 | G | R | V | Brettp. | Mannschaftsp. |
| ----- | -------------------- | - | - | - | ------- | ------------- |
| 17    | Lettland             | 7 | 2 | 4 | 23      | 18            |
| Brett | Spielerin            | G | R | V | Punkte  | Partien       |
| 1     | Dana Reizniece-Ozola | 5 | 4 | 2 | 7       | 11            |
| 2     | Laura Rogule         | 7 | 2 | 3 | 8       | 12            |
| 3     | Anda Šafranska       | 1 | 1 | 4 | 1,5     | 6             |
| R     | Ilze Bērziņa         | 5 | 3 | 2 | 6,5     | 10            |

### 18. Frankreich
| Platz | Land              | G | R | V | Brettp. | Mannschaftsp. |
| ----- | ----------------- | - | - | - | ------- | ------------- |
| 18    | Frankreich        | 5 | 4 | 4 | 22,5    | 14            |
| Brett | Spielerin         | G | R | V | Punkte  | Partien       |
| 1     | Almira Scripcenco | 5 | 4 | 2 | 7       | 11            |
| 2     | Maria Leconte     | 3 | 2 | 4 | 4       | 9             |
| 3     | Sophie Milliet    | 7 | 3 | 2 | 8,5     | 12            |
| R     | Roza Lallemand    | 1 | 4 | 2 | 3       | 7             |

### 19. Griechenland
| Platz | Land                 | G | R | V | Brettp. | Mannschaftsp. |
| ----- | -------------------- | - | - | - | ------- | ------------- |
| 19    | Griechenland         | 8 | 2 | 3 | 22,5    | 18            |
| Brett | Spielerin            | G | R | V | Punkte  | Partien       |
| 1     | Jelena Dembo         | 4 | 7 | 2 | 7,5     | 13            |
| 2     | Anna-Maria Botsari   | 4 | 3 | 2 | 5,5     | 9             |
| 3     | Marina Makropoulou   | 3 | 3 | 4 | 4,5     | 10            |
| R     | Ekaterini Fakhiridou | 4 | 2 | 1 | 5       | 7             |

### 20. Polen
| Platz | Land               | G | R | V | Brettp. | Mannschaftsp. |
| ----- | ------------------ | - | - | - | ------- | ------------- |
| 20    | Polen              | 8 | 1 | 4 | 22,5    | 17            |
| Brett | Spielerin          | G | R | V | Punkte  | Partien       |
| 1     | Iweta Radziewicz   | 5 | 1 | 5 | 5,5     | 11            |
| 2     | Jolanta Zawadzka   | 2 | 5 | 2 | 4,5     | 9             |
| 3     | Marta Przeździecka | 6 | 1 | 3 | 6,5     | 10            |
| R     | Joanna Majdan      | 5 | 2 | 2 | 6       | 9             |

### 21. Weißrussland
| Platz | Land              | G | R | V | Brettp. | Mannschaftsp. |
| ----- | ----------------- | - | - | - | ------- | ------------- |
| 21    | Belarus           | 6 | 3 | 4 | 22,5    | 15            |
| Brett | Spielerin         | G | R | V | Punkte  | Partien       |
| 1     | Nadezhda Azarova  | 1 | 2 | 6 | 2       | 9             |
| 2     | Natalija Popova   | 2 | 5 | 3 | 4,5     | 10            |
| 3     | Anna Scharewitsch | 7 | 4 | 1 | 9       | 12            |
| R     | Tatiana Berlin    | 7 | 0 | 1 | 7       | 8             |

### 22. Slowakei
| Platz | Land            | G | R | V | Brettp. | Mannschaftsp. |
| ----- | --------------- | - | - | - | ------- | ------------- |
| 22    | Slowakei        | 8 | 1 | 4 | 22,5    | 17            |
| Brett | Spielerin       | G | R | V | Punkte  | Partien       |
| 1     | Eva Repková     | 3 | 5 | 2 | 5,5     | 10            |
| 2     | Zuzana Hagarová | 3 | 5 | 2 | 5,5     | 10            |
| 3     | Regina Pokorná  | 5 | 4 | 1 | 7       | 10            |
| R     | Zuzana Borošová | 3 | 3 | 3 | 4,5     | 9             |

### 23. Litauen
| Platz | Land              | G | R | V | Brettp. | Mannschaftsp. |
| ----- | ----------------- | - | - | - | ------- | ------------- |
| 23    | Litauen           | 7 | 1 | 5 | 22      | 15            |
| Brett | Spielerin         | G | R | V | Punkte  | Partien       |
| 1     | Viktorija Čmilytė | 9 | 1 | 2 | 9,5     | 12            |
| 2     | Dagnė Čiukšytė    | 7 | 2 | 3 | 8       | 12            |
| 3     | Deimantė Daulytė  | 3 | 1 | 7 | 3,5     | 11            |
| R     | Daiva Batytė      | 1 | 0 | 3 | 1       | 4             |

### 24. Türkei
| Platz | Land                  | G | R | V | Brettp. | Mannschaftsp. |
| ----- | --------------------- | - | - | - | ------- | ------------- |
| 24    | Türkei                | 6 | 4 | 3 | 22      | 16            |
| Brett | Spielerin             | G | R | V | Punkte  | Partien       |
| 1     | Ekaterina Atalık      | 5 | 5 | 2 | 7,5     | 12            |
| 2     | Zehra Topel           | 6 | 4 | 2 | 8       | 12            |
| 3     | Kübra Öztürk          | 3 | 5 | 2 | 5,5     | 10            |
| R     | Nilüfer Çınar Çorlulu | 1 | 0 | 4 | 1       | 5             |

### 25. Serbien und Montenegro
| Platz | Land                   | G | R | V | Brettp. | Mannschaftsp. |
| ----- | ---------------------- | - | - | - | ------- | ------------- |
| 25    | Serbien und Montenegro | 5 | 3 | 5 | 22      | 13            |
| Brett | Spielerin              | G | R | V | Punkte  | Partien       |
| 1     | Alisa Marić            | 1 | 3 | 4 | 2,5     | 8             |
| 2     | Irina Čeluškina        | 5 | 5 | 3 | 7,5     | 13            |
| 3     | Suzana Maksimović      | 2 | 3 | 2 | 3,5     | 7             |
| R     | Ana Benderać           | 7 | 3 | 1 | 8,5     | 11            |

### 26. Philippinen
| Platz | Land                | G | R | V | Brettp. | Mannschaftsp. |
| ----- | ------------------- | - | - | - | ------- | ------------- |
| 26    | Philippinen         | 6 | 3 | 4 | 22      | 15            |
| Brett | Spielerin           | G | R | V | Punkte  | Partien       |
| 1     | Sherrie Joy Lomibao | 3 | 1 | 4 | 3,5     | 8             |
| 2     | Catherine Pereña    | 4 | 4 | 3 | 6       | 11            |
| 3     | Sherily Cua         | 5 | 3 | 3 | 6,5     | 11            |
| R     | Beverly Mendoza     | 5 | 2 | 2 | 6       | 9             |

### 27. Iran
| Platz | Land                 | G | R | V | Brettp. | Mannschaftsp. |
| ----- | -------------------- | - | - | - | ------- | ------------- |
| 27    | Iran                 | 5 | 3 | 5 | 22      | 13            |
| Brett | Spielerin            | G | R | V | Punkte  | Partien       |
| 1     | Atousa Pourkashiyan  | 3 | 3 | 6 | 4,5     | 12            |
| 2     | Shadi Paridar        | 5 | 5 | 1 | 7,5     | 11            |
| 3     | Shayesteh Ghaderpour | 5 | 3 | 2 | 6,5     | 10            |
| R     | Shirin Navabi        | 2 | 3 | 1 | 3,5     | 6             |

### 28. Spanien
| Platz | Land                      | G | R | V | Brettp. | Mannschaftsp. |
| ----- | ------------------------- | - | - | - | ------- | ------------- |
| 28    | Spanien                   | 5 | 4 | 4 | 21,5    | 14            |
| Brett | Spielerin                 | G | R | V | Punkte  | Partien       |
| 1     | Mónica Calzetta Ruiz      | 4 | 2 | 4 | 5       | 10            |
| 2     | Mairelys Delgado Crespo   | 3 | 5 | 2 | 5,5     | 10            |
| 3     | Patricia Llaneza Vega     | 3 | 1 | 4 | 3,5     | 8             |
| R     | Yudania Hernández Estévez | 6 | 3 | 2 | 7,5     | 11            |

### 29. Israel
| Platz | Land            | G | R | V | Brettp. | Mannschaftsp. |
| ----- | --------------- | - | - | - | ------- | ------------- |
| 29    | Israel          | 7 | 2 | 4 | 21,5    | 16            |
| Brett | Spielerin       | G | R | V | Punkte  | Partien       |
| 1     | Masha Klinova   | 3 | 7 | 2 | 6,5     | 12            |
| 2     | Angela Borsuk   | 4 | 5 | 2 | 6,5     | 11            |
| 3     | Bella Igla      | 5 | 3 | 3 | 6,5     | 11            |
| R     | Irina Botvinnik | 1 | 2 | 2 | 2       | 5             |

### 30. Kroatien
| Platz | Land               | G | R | V | Brettp. | Mannschaftsp. |
| ----- | ------------------ | - | - | - | ------- | ------------- |
| 30    | Kroatien           | 5 | 4 | 4 | 21,5    | 14            |
| Brett | Spielerin          | G | R | V | Punkte  | Partien       |
| 1     | Mirjana Medić      | 2 | 5 | 5 | 4,5     | 12            |
| 2     | Lara Stock         | 5 | 5 | 2 | 7,5     | 12            |
| 3     | Vlasta Maček       | 5 | 4 | 2 | 7       | 11            |
| R     | Borka Frančišković | 1 | 3 | 0 | 2,5     | 4             |

### 31. Schweden
| Platz | Land                | G | R | V | Brettp. | Mannschaftsp. |
| ----- | ------------------- | - | - | - | ------- | ------------- |
| 31    | Schweden            | 6 | 3 | 4 | 21,5    | 15            |
| Brett | Spielerin           | G | R | V | Punkte  | Partien       |
| 1     | Viktoria Johansson  | 4 | 3 | 4 | 5,5     | 11            |
| 2     | Evgenia Pavlovskaia | 3 | 4 | 3 | 5       | 10            |
| 3     | Eva Jiretorn        | 3 | 4 | 2 | 5       | 9             |
| R     | Christin Andersson  | 5 | 2 | 2 | 6       | 9             |

Schweden gewann in der ersten Runde kampflos gegen die verspätet angereiste Mannschaft aus Honduras. Das Ergebnis ist in der Gesamtbilanz und in den Einzelbilanzen außer bei Jiretorn berücksichtigt.

### 32. Usbekistan
| Platz | Land                  | G | R | V | Brettp. | Mannschaftsp. |
| ----- | --------------------- | - | - | - | ------- | ------------- |
| 32    | Usbekistan            | 7 | 1 | 5 | 21,5    | 15            |
| Brett | Spielerin             | G | R | V | Punkte  | Partien       |
| 1     | Olga Sabirova         | 5 | 3 | 4 | 6,5     | 12            |
| 2     | Yulduz Hamrakulova    | 5 | 5 | 2 | 7,5     | 12            |
| 3     | Iroda Hamrakulova     | 4 | 1 | 4 | 4,5     | 9             |
| R     | Shakhnoza Hamrakulova | 3 | 0 | 3 | 3       | 6             |

### 33. Estland
| Platz | Land             | G | R | V | Brettp. | Mannschaftsp. |
| ----- | ---------------- | - | - | - | ------- | ------------- |
| 33    | Estland          | 5 | 3 | 5 | 21      | 13            |
| Brett | Spielerin        | G | R | V | Punkte  | Partien       |
| 1     | Monika Tsõganova | 4 | 0 | 6 | 4       | 10            |
| 2     | Viktoria Baškite | 7 | 3 | 1 | 8,5     | 11            |
| 3     | Valeria Ganswind | 3 | 4 | 4 | 5       | 11            |
| R     | Leili Pärnpuu    | 2 | 3 | 2 | 3,5     | 7             |

### 34. Mongolei
| Platz | Land                       | G | R | V | Brettp. | Mannschaftsp. |
| ----- | -------------------------- | - | - | - | ------- | ------------- |
| 34    | Mongolei                   | 7 | 1 | 5 | 21      | 15            |
| Brett | Spielerin                  | G | R | V | Punkte  | Partien       |
| 1     | Batchujagiin Möngöntuul    | 5 | 3 | 2 | 6,5     | 10            |
| 2     | Dulamsuren Yanjindulam     | 6 | 0 | 5 | 6       | 11            |
| 3     | Zorigt Bayaraa             | 4 | 2 | 5 | 5       | 11            |
| R     | Bajanmönchiin Anchtschimeg | 3 | 1 | 3 | 3,5     | 7             |

### 35. Argentinien
| Platz | Land                | G | R | V | Brettp. | Mannschaftsp. |
| ----- | ------------------- | - | - | - | ------- | ------------- |
| 35    | Argentinien         | 6 | 2 | 5 | 21      | 14            |
| Brett | Spielerin           | G | R | V | Punkte  | Partien       |
| 1     | Carolina Luján      | 5 | 5 | 2 | 7,5     | 12            |
| 2     | Marisa Zuriel       | 3 | 2 | 5 | 4       | 10            |
| 3     | Liliana Burijovich  | 3 | 4 | 3 | 5       | 10            |
| R     | María Belén Sarquis | 3 | 3 | 1 | 4,5     | 7             |

### 36. Turkmenistan
| Platz | Land             | G | R | V | Brettp. | Mannschaftsp. |
| ----- | ---------------- | - | - | - | ------- | ------------- |
| 36    | Turkmenistan     | 5 | 1 | 7 | 21      | 11            |
| Brett | Spielerin        | G | R | V | Punkte  | Partien       |
| 1     | Mähri Geldiýewa  | 7 | 1 | 5 | 7,5     | 13            |
| 2     | Bakhar Khallaeva | 7 | 0 | 6 | 7       | 13            |
| 3     | Maisa Ovezova    | 6 | 1 | 6 | 6,5     | 13            |

Die Mannschaft gewann in der ersten Runde kampflos gegen das verspätet angereiste Team aus Angola. Das Ergebnis ist in der Gesamtbilanz und den Einzelbilanzen der drei Stammspielerinnen berücksichtigt. Die Ersatzspielerin Halbagt Reimova wurde im Turnierverlauf erneut nicht eingesetzt.

### 37. Italien
| Platz | Land                      | G | R | V | Brettp. | Mannschaftsp. |
| ----- | ------------------------- | - | - | - | ------- | ------------- |
| 37    | Italien                   | 6 | 3 | 4 | 21      | 15            |
| Brett | Spielerin                 | G | R | V | Punkte  | Partien       |
| 1     | Elena Sedina              | 3 | 4 | 3 | 5       | 10            |
| 2     | Olga Zimina               | 7 | 4 | 2 | 9       | 13            |
| 3     | Eleonora Ambrosi          | 4 | 4 | 4 | 6       | 12            |
| R     | Maria Vincenza Santurbano | 0 | 2 | 2 | 1       | 4             |

### 38. Schweiz
| Platz | Land                 | G | R | V | Brettp. | Mannschaftsp. |
| ----- | -------------------- | - | - | - | ------- | ------------- |
| 38    | Schweiz              | 5 | 3 | 5 | 21      | 13            |
| Brett | Spielerin            | G | R | V | Punkte  | Partien       |
| 1     | Gundula Heinatz      | 2 | 5 | 4 | 4,5     | 11            |
| 2     | Monika Seps          | 5 | 3 | 3 | 6,5     | 11            |
| 3     | Barbara Hund         | 2 | 5 | 1 | 4,5     | 8             |
| R     | Anastassia Gavrilova | 5 | 1 | 3 | 5,5     | 9             |

### 39. Moldawien
| Platz | Land              | G | R | V | Brettp. | Mannschaftsp. |
| ----- | ----------------- | - | - | - | ------- | ------------- |
| 39    | Moldawien         | 4 | 4 | 5 | 21      | 12            |
| Brett | Spielerin         | G | R | V | Punkte  | Partien       |
| 1     | Svetlana Petrenko | 3 | 4 | 4 | 5       | 11            |
| 2     | Carolina Smochină | 3 | 5 | 1 | 5,5     | 9             |
| 3     | Elena Pîrțac      | 5 | 3 | 4 | 6,5     | 12            |
| R     | Naira Agababean   | 3 | 2 | 2 | 4       | 7             |

### 40. Indonesien
| Platz | Land                    | G | R | V | Brettp. | Mannschaftsp. |
| ----- | ----------------------- | - | - | - | ------- | ------------- |
| 40    | Indonesien              | 5 | 4 | 4 | 21      | 14            |
| Brett | Spielerin               | G | R | V | Punkte  | Partien       |
| 1     | Irine Kharisma Sukandar | 6 | 5 | 2 | 8,5     | 13            |
| 2     | Evi Lindiawati          | 1 | 2 | 4 | 2       | 7             |
| 3     | Tri Handayani           | 5 | 4 | 2 | 7       | 11            |
| R     | Tuti Rahayu Sinuhaji    | 3 | 1 | 4 | 3,5     | 8             |

### 41. Kanada
| Platz | Land                | G | R | V | Brettp. | Mannschaftsp. |
| ----- | ------------------- | - | - | - | ------- | ------------- |
| 41    | Kanada              | 6 | 1 | 6 | 21      | 13            |
| Brett | Spielerin           | G | R | V | Punkte  | Partien       |
| 1     | Natalia Khoudgarian | 4 | 1 | 5 | 4,5     | 10            |
| 2     | Nava Starr          | 4 | 3 | 3 | 5,5     | 10            |
| 3     | Dinara Khaziyeva    | 4 | 3 | 3 | 5,5     | 10            |
| R     | Hazel Smith         | 5 | 1 | 3 | 5,5     | 9             |

### 42. England
| Platz | Land           | G | R | V | Brettp. | Mannschaftsp. |
| ----- | -------------- | - | - | - | ------- | ------------- |
| 42    | England        | 5 | 2 | 6 | 20,5    | 12            |
| Brett | Spielerin      | G | R | V | Punkte  | Partien       |
| 1     | Jovanka Houska | 6 | 3 | 3 | 7,5     | 12            |
| 2     | Jessie Gilbert | 4 | 3 | 4 | 5,5     | 11            |
| 3     | Jana Bellin    | 2 | 2 | 4 | 3       | 8             |
| R     | Sophie Tidman  | 3 | 3 | 2 | 4,5     | 8             |

### 43. Venezuela
| Platz | Land                     | G | R | V | Brettp. | Mannschaftsp. |
| ----- | ------------------------ | - | - | - | ------- | ------------- |
| 43    | Venezuela                | 6 | 2 | 5 | 20,5    | 14            |
| Brett | Spielerin                | G | R | V | Punkte  | Partien       |
| 1     | Sarai Sanchez Castillo   | 8 | 2 | 1 | 9       | 11            |
| 2     | Irene Estefania Han Wong | 3 | 2 | 5 | 4       | 10            |
| 3     | Zaida Hernández Graterol | 1 | 4 | 5 | 3       | 10            |
| R     | Yesmar Araujo Freites    | 4 | 1 | 3 | 4,5     | 8             |

### 44. Malaysia
| Platz | Land                   | G | R | V | Brettp. | Mannschaftsp. |
| ----- | ---------------------- | - | - | - | ------- | ------------- |
| 44    | Malaysia               | 6 | 2 | 5 | 20,5    | 14            |
| Brett | Spielerin              | G | R | V | Punkte  | Partien       |
| 1     | Siti Zulaikha Foudzi   | 6 | 1 | 4 | 6,5     | 11            |
| 2     | Wan Khye Theng         | 5 | 2 | 4 | 6       | 11            |
| 3     | Nur Shazwani Zullkafli | 4 | 3 | 4 | 5,5     | 11            |
| R     | Roslina Marmono        | 1 | 3 | 2 | 2,5     | 6             |

### 45. Kasachstan
| Platz | Land              | G | R | V | Brettp. | Mannschaftsp. |
| ----- | ----------------- | - | - | - | ------- | ------------- |
| 45    | Kasachstan        | 6 | 1 | 6 | 20      | 13            |
| Brett | Spielerin         | G | R | V | Punkte  | Partien       |
| 1     | Dana Aketayeva    | 3 | 6 | 4 | 6       | 13            |
| 2     | Sofya Zigangirova | 6 | 2 | 5 | 7       | 13            |
| 3     | Gülmira Däuletowa | 6 | 2 | 5 | 7       | 13            |

### 46. Ecuador
| Platz | Land                  | G | R | V | Brettp. | Mannschaftsp. |
| ----- | --------------------- | - | - | - | ------- | ------------- |
| 46    | Ecuador               | 6 | 2 | 5 | 20      | 14            |
| Brett | Spielerin             | G | R | V | Punkte  | Partien       |
| 1     | Martha Fierro         | 5 | 6 | 2 | 8       | 13            |
| 2     | Evelyn Moncayo Romero | 4 | 2 | 7 | 5       | 13            |
| 3     | Rocio Vasquez Ramirez | 7 | 0 | 6 | 7       | 13            |

Die Ersatzspielerin Ingrid Alcivar Torres wurde nicht eingesetzt.

### 47. Portugal
| Platz | Land                | G | R | V | Brettp. | Mannschaftsp. |
| ----- | ------------------- | - | - | - | ------- | ------------- |
| 47    | Portugal            | 5 | 3 | 5 | 20      | 13            |
| Brett | Spielerin           | G | R | V | Punkte  | Partien       |
| 1     | Catarina Leite      | 5 | 1 | 4 | 5,5     | 10            |
| 2     | Margarida Coimbra   | 3 | 3 | 4 | 4,5     | 10            |
| 3     | Ariana Pintor       | 4 | 2 | 4 | 5       | 10            |
| R     | Ana Filipa Baptista | 3 | 4 | 2 | 5       | 9             |

### 48. Kolumbien
| Platz | Land                          | G | R | V | Brettp. | Mannschaftsp. |
| ----- | ----------------------------- | - | - | - | ------- | ------------- |
| 48    | Kolumbien                     | 7 | 1 | 5 | 20      | 15            |
| Brett | Spielerin                     | G | R | V | Punkte  | Partien       |
| 1     | Nadya Ortiz                   | 5 | 3 | 4 | 6,5     | 12            |
| 2     | Angela Franco Valencia        | 4 | 1 | 6 | 4,5     | 11            |
| 3     | Maricela Palao                | 5 | 3 | 3 | 6,5     | 11            |
| R     | Beatriz Irene Franco Valencia | 2 | 1 | 2 | 2,5     | 5             |

### 49. El Salvador
| Platz | Land                    | G | R | V | Brettp. | Mannschaftsp. |
| ----- | ----------------------- | - | - | - | ------- | ------------- |
| 49    | El Salvador             | 7 | 2 | 4 | 20      | 16            |
| Brett | Spielerin               | G | R | V | Punkte  | Partien       |
| 1     | Lorena Zepeda           | 9 | 0 | 4 | 9       | 13            |
| 2     | Ada Castañeda           | 4 | 2 | 5 | 5       | 11            |
| 3     | Gabriela María Meléndez | 1 | 3 | 4 | 2,5     | 8             |
| R     | Sonia Zepeda            | 3 | 1 | 3 | 3,5     | 7             |

### 50. Island
| Platz | Land                          | G | R | V | Brettp. | Mannschaftsp. |
| ----- | ----------------------------- | - | - | - | ------- | ------------- |
| 50    | Island                        | 7 | 3 | 3 | 20      | 17            |
| Brett | Spielerin                     | G | R | V | Punkte  | Partien       |
| 1     | Lenka Ptáčníková              | 5 | 5 | 1 | 7,5     | 11            |
| 2     | Guðlaug Þorsteinsdóttir       | 5 | 4 | 2 | 7       | 11            |
| 3     | Guðfríður Lilja Grétarsdóttir | 3 | 3 | 5 | 4,5     | 11            |
| R     | Sigurlaug Friðþjófsdóttir     | 0 | 2 | 4 | 1       | 6             |

### 51. Aserbaidschan
| Platz | Land               | G | R | V | Brettp. | Mannschaftsp. |
| ----- | ------------------ | - | - | - | ------- | ------------- |
| 51    | Aserbaidschan      | 5 | 2 | 6 | 20      | 12            |
| Brett | Spielerin          | G | R | V | Punkte  | Partien       |
| 1     | Xəyalə İsgəndərova | 2 | 2 | 7 | 3       | 11            |
| 2     | Nərgiz Umudova     | 7 | 3 | 2 | 8,5     | 12            |
| 3     | Fidan Agasieva     | 4 | 1 | 4 | 4,5     | 9             |
| R     | Viktoria Avdeeva   | 3 | 2 | 2 | 4       | 7             |

Die Mannschaft gewann in der ersten Runde kampflos gegen das nicht angereiste Team von Uganda. Das Ergebnis ist in der Gesamtbilanz und den Einzelbilanzen der drei Stammspielerinnen berücksichtigt.

### 52. Brasilien
| Platz | Land                  | G | R | V | Brettp. | Mannschaftsp. |
| ----- | --------------------- | - | - | - | ------- | ------------- |
| 52    | Brasilien             | 6 | 3 | 4 | 20      | 15            |
| Brett | Spielerin             | G | R | V | Punkte  | Partien       |
| 1     | Regina Ribeiro        | 2 | 4 | 3 | 4       | 9             |
| 2     | Paula Ferndanda Delai | 4 | 3 | 3 | 5,5     | 10            |
| 3     | Joara Chaves          | 4 | 2 | 4 | 5       | 10            |
| R     | Suzana Chang          | 4 | 3 | 3 | 5,5     | 10            |

### 53. Mexiko
| Platz | Land                               | G | R | V | Brettp. | Mannschaftsp. |
| ----- | ---------------------------------- | - | - | - | ------- | ------------- |
| 53    | Mexiko                             | 6 | 1 | 6 | 19,5    | 13            |
| Brett | Spielerin                          | G | R | V | Punkte  | Partien       |
| 1     | Yadira Hernández Guerrero          | 2 | 2 | 5 | 3       | 9             |
| 2     | Alejandra Guerrero Rodríguez       | 4 | 2 | 4 | 5       | 10            |
| 3     | Paulina Adriana Carreras Mendiolea | 6 | 0 | 4 | 6       | 10            |
| R     | Nelly Massiel Estrada Gaspar       | 4 | 3 | 3 | 5,5     | 10            |

### 54. Australien
| Platz | Land                 | G | R | V | Brettp. | Mannschaftsp. |
| ----- | -------------------- | - | - | - | ------- | ------------- |
| 54    | Australien           | 7 | 0 | 6 | 19,5    | 14            |
| Brett | Spielerin            | G | R | V | Punkte  | Partien       |
| 1     | Irina Berezina       | 3 | 4 | 3 | 5       | 10            |
| 2     | Laura Moylan         | 2 | 3 | 5 | 3,5     | 10            |
| 3     | Arianne Caoili       | 4 | 0 | 5 | 4       | 9             |
| R     | Ngan Phan-Koshnitsky | 6 | 2 | 2 | 7       | 10            |

### 55. Dänemark
| Platz | Land                        | G | R | V | Brettp. | Mannschaftsp. |
| ----- | --------------------------- | - | - | - | ------- | ------------- |
| 55    | Dänemark                    | 6 | 1 | 6 | 19,5    | 13            |
| Brett | Spielerin                   | G | R | V | Punkte  | Partien       |
| 1     | Oksana Vovk                 | 3 | 5 | 2 | 5,5     | 10            |
| 2     | Sandra de Blécourt Dalsberg | 7 | 1 | 3 | 7,5     | 11            |
| 3     | Trine Rasted                | 4 | 2 | 4 | 5       | 10            |
| R     | Anne Bekker-Jensen          | 1 | 1 | 6 | 1,5     | 8             |

### 56. Finnland
| Platz | Land            | G | R | V | Brettp. | Mannschaftsp. |
| ----- | --------------- | - | - | - | ------- | ------------- |
| 56    | Finnland        | 4 | 4 | 5 | 19,5    | 12            |
| Brett | Spielerin       | G | R | V | Punkte  | Partien       |
| 1     | Niina Sammalvuo | 6 | 6 | 0 | 9       | 12            |
| 2     | Tanja Rantanen  | 2 | 2 | 5 | 3       | 9             |
| 3     | Heini Puuska    | 2 | 5 | 3 | 4,5     | 10            |
| R     | Laura Savola    | 1 | 4 | 3 | 3       | 8             |

Finnland gewann in der ersten Runde kampflos gegen die nicht angereiste Mannschaft aus Ruanda. Das Ergebnis ist in der Gesamtbilanz und den Einzelbilanzen außer bei Puuska berücksichtigt.

### 57. Bosnien und Herzegowina
| Platz | Land                    | G | R | V | Brettp. | Mannschaftsp. |
| ----- | ----------------------- | - | - | - | ------- | ------------- |
| 57    | Bosnien und Herzegowina | 5 | 3 | 5 | 19      | 13            |
| Brett | Spielerin               | G | R | V | Punkte  | Partien       |
| 1     | Elena Borić             | 6 | 0 | 5 | 6       | 11            |
| 2     | Dijana Dengler          | 6 | 2 | 5 | 7       | 13            |
| 3     | Sanja Dedijer           | 4 | 2 | 4 | 5       | 10            |
| R     | Mira Dedijer            | 1 | 0 | 4 | 1       | 5             |

### 58. Österreich
| Platz | Land                    | G | R | V | Brettp. | Mannschaftsp. |
| ----- | ----------------------- | - | - | - | ------- | ------------- |
| 58    | Österreich              | 5 | 1 | 7 | 19      | 11            |
| Brett | Spielerin               | G | R | V | Punkte  | Partien       |
| 1     | Helene Mira             | 3 | 3 | 4 | 4,5     | 10            |
| 2     | Anna-Christina Kopinits | 3 | 2 | 5 | 4       | 10            |
| 3     | Sonja Sommer            | 3 | 3 | 4 | 4,5     | 10            |
| R     | Maria Horvath           | 5 | 2 | 2 | 6       | 9             |

### 59. Norwegen
| Platz | Land              | G | R | V | Brettp. | Mannschaftsp. |
| ----- | ----------------- | - | - | - | ------- | ------------- |
| 59    | Norwegen          | 4 | 4 | 5 | 19      | 12            |
| Brett | Spielerin         | G | R | V | Punkte  | Partien       |
| 1     | Ellen Hagesæther  | 4 | 2 | 5 | 5       | 11            |
| 2     | Sheila Barth Sahl | 3 | 4 | 4 | 5       | 11            |
| 3     | Silje Bjerke      | 3 | 5 | 2 | 5,5     | 10            |
| R     | Torill Hagesæther | 3 | 1 | 3 | 3,5     | 7             |

### 60. Peru
| Platz | Land                    | G | R | V | Brettp. | Mannschaftsp. |
| ----- | ----------------------- | - | - | - | ------- | ------------- |
| 60    | Peru                    | 5 | 2 | 6 | 19      | 12            |
| Brett | Spielerin               | G | R | V | Punkte  | Partien       |
| 1     | Karen Zapata            | 4 | 1 | 8 | 4,5     | 13            |
| 2     | Luciana Morales Mendoza | 6 | 4 | 3 | 8       | 13            |
| 3     | Ingrid Aliaga Fernández | 6 | 1 | 6 | 6,5     | 13            |

### 61. Kirgisistan
| Platz | Land                 | G | R | V | Brettp. | Mannschaftsp. |
| ----- | -------------------- | - | - | - | ------- | ------------- |
| 61    | Kirgisistan          | 6 | 0 | 7 | 19      | 12            |
| Brett | Spielerin            | G | R | V | Punkte  | Partien       |
| 1     | Janyl Tilenbaeva     | 5 | 1 | 6 | 5,5     | 12            |
| 2     | Sofia Sabirova       | 2 | 1 | 5 | 2,5     | 8             |
| 3     | Alexandra Samaganova | 4 | 2 | 4 | 5       | 10            |
| R     | Irina Ostry          | 5 | 2 | 2 | 6       | 9             |

### 62. Luxemburg
| Platz | Land               | G | R | V | Brettp. | Mannschaftsp. |
| ----- | ------------------ | - | - | - | ------- | ------------- |
| 62    | Luxemburg          | 6 | 1 | 6 | 19      | 13            |
| Brett | Spielerin          | G | R | V | Punkte  | Partien       |
| 1     | Grazyna Bakalarz   | 3 | 4 | 3 | 5       | 10            |
| 2     | Fiona Steil-Antoni | 9 | 2 | 1 | 10      | 12            |
| 3     | Marie Boyard       | 3 | 1 | 6 | 3,5     | 10            |
| R     | Janet Bakalarz     | 0 | 1 | 6 | 0,5     | 7             |

### 63. Bolivien
| Platz | Land                  | G | R | V | Brettp. | Mannschaftsp. |
| ----- | --------------------- | - | - | - | ------- | ------------- |
| 63    | Bolivien              | 7 | 0 | 6 | 19      | 14            |
| Brett | Spielerin             | G | R | V | Punkte  | Partien       |
| 1     | Raisa Luna Ortiz      | 4 | 2 | 4 | 5       | 10            |
| 2     | María Eugenia Ramírez | 3 | 3 | 4 | 4,5     | 10            |
| 3     | Daniela Cordero       | 4 | 2 | 4 | 5       | 10            |
| R     | Estefany Barrenechea  | 4 | 1 | 4 | 4,5     | 9             |

### 64. Mazedonien
| Platz | Land              | G | R | V | Brettp. | Mannschaftsp. |
| ----- | ----------------- | - | - | - | ------- | ------------- |
| 64    | Mazedonien        | 4 | 3 | 6 | 18,5    | 11            |
| Brett | Spielerin         | G | R | V | Punkte  | Partien       |
| 1     | Gabriela Koskoska | 2 | 5 | 3 | 4,5     | 10            |
| 2     | Vesna Sekulovska  | 4 | 3 | 3 | 5,5     | 10            |
| 3     | Aleksandra Kizova | 0 | 5 | 3 | 2,5     | 8             |
| R     | Katerina Jonoska  | 4 | 4 | 3 | 6       | 11            |

### 65. Italien B
| Platz | Land                 | G | R | V | Brettp. | Mannschaftsp. |
| ----- | -------------------- | - | - | - | ------- | ------------- |
| 65    | Italien B            | 5 | 1 | 7 | 18,5    | 11            |
| Brett | Spielerin            | G | R | V | Punkte  | Partien       |
| 1     | Maria Teresa Arnetta | 4 | 2 | 4 | 5       | 10            |
| 2     | Veronika Goi         | 3 | 2 | 6 | 4       | 11            |
| 3     | Marianna Chierici    | 6 | 2 | 2 | 7       | 10            |
| R     | Marina Brunello      | 1 | 3 | 4 | 2,5     | 8             |

### 66. Südafrika
| Platz | Land             | G | R | V | Brettp. | Mannschaftsp. |
| ----- | ---------------- | - | - | - | ------- | ------------- |
| 66    | Südafrika        | 7 | 0 | 6 | 18,5    | 14            |
| Brett | Spielerin        | G | R | V | Punkte  | Partien       |
| 1     | Denise Frick     | 4 | 4 | 3 | 6       | 11            |
| 2     | Jenine Ellappen  | 3 | 3 | 4 | 4,5     | 10            |
| 3     | Suvania Moodliar | 1 | 3 | 4 | 2,5     | 8             |
| R     | Anzel Laubscher  | 3 | 5 | 2 | 5,5     | 10            |

### 67. IPCA
| Platz | Land            | G | R | V | Brettp. | Mannschaftsp. |
| ----- | --------------- | - | - | - | ------- | ------------- |
| 67    | IPCA            | 5 | 1 | 7 | 18,5    | 11            |
| Brett | Spielerin       | G | R | V | Punkte  | Partien       |
| 1     | Galina Melnik   | 3 | 3 | 5 | 4,5     | 11            |
| 2     | Galina Dymshits | 5 | 2 | 4 | 6       | 11            |
| 3     | Alia Kudrina    | 2 | 1 | 4 | 2,5     | 7             |
| R     | Nadezhda Zykina | 4 | 3 | 3 | 5,5     | 10            |

### 68. Bangladesch
| Platz | Land           | G | R | V | Brettp. | Mannschaftsp. |
| ----- | -------------- | - | - | - | ------- | ------------- |
| 68    | Bangladesch    | 4 | 5 | 4 | 18      | 13            |
| Brett | Spielerin      | G | R | V | Punkte  | Partien       |
| 1     | Rani Hamid     | 2 | 3 | 4 | 3,5     | 9             |
| 2     | Zakia Sultana  | 0 | 4 | 4 | 2       | 8             |
| 3     | Nazrana Khan   | 5 | 1 | 5 | 5,5     | 11            |
| R     | Tanima Parveen | 4 | 6 | 1 | 7       | 11            |

### 69. Albanien
| Platz | Land               | G | R | V | Brettp. | Mannschaftsp. |
| ----- | ------------------ | - | - | - | ------- | ------------- |
| 69    | Albanien           | 5 | 2 | 6 | 18      | 12            |
| Brett | Spielerin          | G | R | V | Punkte  | Partien       |
| 1     | Eglantina Shabanaj | 2 | 4 | 4 | 4       | 10            |
| 2     | Roela Pasku        | 4 | 1 | 6 | 4,5     | 11            |
| 3     | Rozana Gjergji     | 5 | 0 | 4 | 5       | 9             |
| R     | Alda Shabanaj      | 3 | 3 | 3 | 4,5     | 9             |

### 70. Dominikanische Republik
| Platz | Land                    | G | R | V | Brettp. | Mannschaftsp. |
| ----- | ----------------------- | - | - | - | ------- | ------------- |
| 70    | Dominikanische Republik | 4 | 6 | 3 | 18      | 14            |
| Brett | Spielerin               | G | R | V | Punkte  | Partien       |
| 1     | Eneida Pérez            | 3 | 5 | 5 | 5,5     | 13            |
| 2     | Mercedes de la Cruz     | 6 | 4 | 2 | 8       | 12            |
| 3     | Keyla José Polanco      | 2 | 4 | 4 | 4       | 10            |
| R     | Dorisbel Muñoz          | 0 | 1 | 3 | 0,5     | 4             |

### 71. Guatemala
| Platz | Land                            | G | R | V | Brettp. | Mannschaftsp. |
| ----- | ------------------------------- | - | - | - | ------- | ------------- |
| 71    | Guatemala                       | 4 | 2 | 7 | 18      | 10            |
| Brett | Spielerin                       | G | R | V | Punkte  | Partien       |
| 1     | Ingrid Lorena Martinez          | 3 | 2 | 5 | 4       | 10            |
| 2     | Karla Monterroso Ochoa          | 2 | 3 | 4 | 3,5     | 9             |
| 3     | Silvia Carolina Mazariegos      | 4 | 1 | 5 | 4,5     | 10            |
| R     | Dina Lissette Castillo Meléndez | 5 | 2 | 3 | 6       | 10            |

### 72. IBCA
| Platz | Land                     | G | R | V | Brettp. | Mannschaftsp. |
| ----- | ------------------------ | - | - | - | ------- | ------------- |
| 72    | IBCA                     | 4 | 3 | 6 | 17,5    | 11            |
| Brett | Spielerin                | G | R | V | Punkte  | Partien       |
| 1     | Liubov Lysenko-Zhyltsova | 8 | 2 | 0 | 9       | 10            |
| 2     | Annemarie Maeckelbergh   | 1 | 3 | 6 | 2,5     | 10            |
| 3     | Anna Stolarczyk          | 2 | 1 | 6 | 2,5     | 9             |
| R     | Teresa Dębowska          | 2 | 3 | 5 | 3,5     | 10            |

### 73. Schottland
| Platz | Land             | G | R | V | Brettp. | Mannschaftsp. |
| ----- | ---------------- | - | - | - | ------- | ------------- |
| 73    | Schottland       | 3 | 4 | 6 | 17,5    | 10            |
| Brett | Spielerin        | G | R | V | Punkte  | Partien       |
| 1     | Helen Milligan   | 1 | 7 | 4 | 4,5     | 12            |
| 2     | Rosemary Giulian | 2 | 7 | 2 | 5,5     | 11            |
| 3     | Amy Officer      | 5 | 2 | 2 | 6       | 9             |
| R     | Rhian Hughes     | 1 | 1 | 5 | 1,5     | 7             |

### 74. Tadschikistan
| Platz | Land              | G | R | V | Brettp. | Mannschaftsp. |
| ----- | ----------------- | - | - | - | ------- | ------------- |
| 74    | Tadschikistan     | 6 | 0 | 7 | 17,5    | 12            |
| Brett | Spielerin         | G | R | V | Punkte  | Partien       |
| 1     | Elena Nuritdinova | 4 | 2 | 7 | 5       | 13            |
| 2     | Shakhnoza Umarova | 3 | 4 | 6 | 5       | 13            |
| 3     | Nadezhda Antonova | 7 | 1 | 5 | 7,5     | 13            |

### 75. Wales
| Platz | Land           | G | R | V | Brettp. | Mannschaftsp. |
| ----- | -------------- | - | - | - | ------- | ------------- |
| 75    | Wales          | 4 | 5 | 4 | 17,5    | 13            |
| Brett | Spielerin      | G | R | V | Punkte  | Partien       |
| 1     | Abigail Cast   | 2 | 5 | 3 | 4,5     | 10            |
| 2     | Julie Wilson   | 3 | 3 | 4 | 4,5     | 10            |
| 3     | Suzy Blackburn | 5 | 3 | 2 | 6,5     | 10            |
| R     | Megan Owens    | 1 | 2 | 6 | 2       | 9             |

### 76. Jamaika
| Platz | Land             | G | R | V | Brettp. | Mannschaftsp. |
| ----- | ---------------- | - | - | - | ------- | ------------- |
| 76    | Jamaika          | 4 | 2 | 7 | 17,5    | 10            |
| Brett | Spielerin        | G | R | V | Punkte  | Partien       |
| 1     | Deborah Richards | 5 | 4 | 2 | 7       | 11            |
| 2     | Zhu Hui          | 3 | 5 | 4 | 5,5     | 12            |
| 3     | Vanessa Thomas   | 2 | 2 | 5 | 3       | 9             |
| R     | Camille Casserly | 1 | 2 | 4 | 2       | 7             |

### 77. Sri Lanka
| Platz | Land                             | G | R | V | Brettp. | Mannschaftsp. |
| ----- | -------------------------------- | - | - | - | ------- | ------------- |
| 77    | Sri Lanka                        | 4 | 2 | 7 | 17,5    | 10            |
| Brett | Spielerin                        | G | R | V | Punkte  | Partien       |
| 1     | Gamage Yashod Methmali Uluwitike | 2 | 2 | 6 | 3       | 10            |
| 2     | Dangampolage Wijewardana         | 4 | 3 | 4 | 5,5     | 11            |
| 3     | Koswaththa Thilini               | 2 | 2 | 5 | 3       | 9             |
| R     | Pramodya Ruchirani Senanayaka    | 4 | 4 | 1 | 6       | 9             |

### 78. Irland
| Platz | Land                  | G | R | V | Brettp. | Mannschaftsp. |
| ----- | --------------------- | - | - | - | ------- | ------------- |
| 78    | Irland                | 4 | 3 | 6 | 17,5    | 11            |
| Brett | Spielerin             | G | R | V | Punkte  | Partien       |
| 1     | Suzanne Connolly      | 4 | 3 | 5 | 5,5     | 12            |
| 2     | Deborah Quinn         | 3 | 2 | 6 | 4       | 11            |
| 3     | Elizabeth Shaughnessy | 2 | 0 | 4 | 2       | 6             |
| R     | Poornima Menon        | 4 | 4 | 2 | 6       | 10            |

### 79. Algerien
| Platz | Land               | G | R | V | Brettp. | Mannschaftsp. |
| ----- | ------------------ | - | - | - | ------- | ------------- |
| 79    | Algerien           | 5 | 1 | 7 | 17,5    | 11            |
| Brett | Spielerin          | G | R | V | Punkte  | Partien       |
| 1     | Wissam Toubal      | 6 | 0 | 6 | 6       | 12            |
| 2     | Hayat Toubal       | 5 | 5 | 2 | 7,5     | 12            |
| 3     | Maroua Boudechiche | 2 | 0 | 5 | 2       | 7             |
| R     | Sabrina Latrèche   | 1 | 2 | 5 | 2       | 8             |

### 80. Neuseeland
| Platz | Land            | G | R | V | Brettp. | Mannschaftsp. |
| ----- | --------------- | - | - | - | ------- | ------------- |
| 80    | Neuseeland      | 6 | 0 | 7 | 17,5    | 12            |
| Brett | Spielerin       | G | R | V | Punkte  | Partien       |
| 1     | Vivian Smith    | 3 | 2 | 6 | 4       | 11            |
| 2     | Sue Maroroa     | 1 | 2 | 5 | 2       | 8             |
| 3     | Eachen Chen     | 5 | 1 | 4 | 5,5     | 10            |
| R     | Natasha Fairley | 6 | 0 | 4 | 6       | 10            |

### 81. Irak
| Platz | Land                          | G | R | V | Brettp. | Mannschaftsp. |
| ----- | ----------------------------- | - | - | - | ------- | ------------- |
| 81    | Irak                          | 5 | 1 | 7 | 17      | 11            |
| Brett | Spielerin                     | G | R | V | Punkte  | Partien       |
| 1     | Iman Hasan Mohammed Al-Rufaye | 7 | 0 | 1 | 7       | 8             |
| 2     | Delbak Ibrahim                | 2 | 0 | 8 | 2       | 10            |
| 3     | Dhuha Muhsin                  | 4 | 2 | 5 | 5       | 11            |
| R     | Zena Basil Ghazala            | 2 | 2 | 6 | 3       | 10            |

### 82. Nigeria
| Platz | Land                 | G | R | V | Brettp. | Mannschaftsp. |
| ----- | -------------------- | - | - | - | ------- | ------------- |
| 82    | Nigeria              | 4 | 2 | 7 | 17      | 10            |
| Brett | Spielerin            | G | R | V | Punkte  | Partien       |
| 1     | Rosemary Amadasun    | 4 | 3 | 6 | 5,5     | 13            |
| 2     | Rachael Edward-Dappa | 4 | 2 | 7 | 5       | 13            |
| 3     | Pauline Ikpa-Glewis  | 4 | 5 | 4 | 6,5     | 13            |

Die Ersatzspielerin Omolola Oluwatosin Alabi wurde im Turnierverlauf nicht eingesetzt. 

### 83. Costa Rica
| Platz | Land                   | G | R | V | Brettp. | Mannschaftsp. |
| ----- | ---------------------- | - | - | - | ------- | ------------- |
| 83    | Costa Rica             | 4 | 1 | 8 | 17      | 9             |
| Brett | Spielerin              | G | R | V | Punkte  | Partien       |
| 1     | Carla da Boso Solano   | 5 | 2 | 6 | 6       | 13            |
| 2     | Verónica García Castro | 3 | 2 | 8 | 4       | 13            |
| 3     | Karla Ramírez          | 7 | 0 | 6 | 7       | 13            |

Die Ersatzspielerin Shirley Trejos Pérez wurde im Turnierverlauf nicht eingesetzt. 

### 84. Botswana
| Platz | Land                | G | R | V | Brettp. | Mannschaftsp. |
| ----- | ------------------- | - | - | - | ------- | ------------- |
| 84    | Botswana            | 5 | 2 | 6 | 16,5    | 12            |
| Brett | Spielerin           | G | R | V | Punkte  | Partien       |
| 1     | Tshepiso Lopang     | 0 | 2 | 9 | 1       | 11            |
| 2     | Boikhutso Mudongo   | 6 | 1 | 4 | 6,5     | 11            |
| 3     | Ontiretse Sabure    | 4 | 0 | 4 | 4       | 8             |
| R     | Keitumetse Mokgacha | 4 | 2 | 3 | 5       | 9             |

### 85. Japan
| Platz | Land           | G | R | V | Brettp. | Mannschaftsp. |
| ----- | -------------- | - | - | - | ------- | ------------- |
| 85    | Japan          | 4 | 2 | 7 | 16,5    | 10            |
| Brett | Spielerin      | G | R | V | Punkte  | Partien       |
| 1     | Emiko Nakagawa | 3 | 4 | 4 | 5       | 11            |
| 2     | Mirai Ishizuka | 2 | 1 | 7 | 2,5     | 10            |
| 3     | Ayano Hishii   | 4 | 3 | 3 | 5,5     | 10            |
| R     | Misaki Shibata | 2 | 3 | 3 | 3,5     | 8             |

### 86. Malta
| Platz | Land                  | G | R | V | Brettp. | Mannschaftsp. |
| ----- | --------------------- | - | - | - | ------- | ------------- |
| 86    | Malta                 | 3 | 4 | 5 | 16,5    | 10            |
| Brett | Spielerin             | G | R | V | Punkte  | Partien       |
| 1     | Oana Pulpan           | 3 | 3 | 4 | 4,5     | 11            |
| 2     | Filipina Aguilar      | 5 | 3 | 3 | 6,5     | 11            |
| 3     | Jessieca Aguilar      | 2 | 1 | 6 | 2,5     | 9             |
| R     | Uranchimeg Alyeksandr | 1 | 1 | 4 | 1,5     | 6             |

Die Mannschaft erhielt in der vorletzten Runde ein Freilos, welches mit 2 Mannschafts- und 1,5 Brettpunkten bewertet wurde.

### 87. ICSC
| Platz | Land                | G | R | V | Brettp. | Mannschaftsp. |
| ----- | ------------------- | - | - | - | ------- | ------------- |
| 87    | ICSC                | 4 | 1 | 8 | 16      | 9             |
| Brett | Spielerin           | G | R | V | Punkte  | Partien       |
| 1     | Anna Rývová         | 2 | 6 | 4 | 5       | 12            |
| 2     | Olga Nazarova       | 1 | 1 | 4 | 1,5     | 6             |
| 3     | Ludmila Rossinskaya | 3 | 5 | 2 | 5,5     | 10            |
| R     | Svetlana Gonchar    | 3 | 2 | 6 | 4       | 11            |

### 88. Puerto Rico
| Platz | Land                         | G | R | V | Brettp. | Mannschaftsp. |
| ----- | ---------------------------- | - | - | - | ------- | ------------- |
| 88    | Puerto Rico                  | 3 | 3 | 7 | 16      | 9             |
| Brett | Spielerin                    | G | R | V | Punkte  | Partien       |
| 1     | Miriam Basem-Hassan          | 2 | 5 | 4 | 4,5     | 11            |
| 2     | Chrissy Lynn Oquendo Serrano | 1 | 1 | 7 | 1,5     | 9             |
| 3     | Natiska Martínez             | 4 | 1 | 6 | 4,5     | 11            |
| R     | Tammy Segarra Choe           | 5 | 1 | 2 | 5,5     | 8             |

### 89. Vereinigte Arabische Emirate
| Platz | Land                         | G | R | V | Brettp. | Mannschaftsp. |
| ----- | ---------------------------- | - | - | - | ------- | ------------- |
| 89    | Vereinigte Arabische Emirate | 5 | 1 | 7 | 16      | 11            |
| Brett | Spielerin                    | G | R | V | Punkte  | Partien       |
| 1     | Mariam Mansour               | 3 | 3 | 6 | 4,5     | 12            |
| 2     | Ebtissam Mohamed             | 2 | 3 | 6 | 3,5     | 11            |
| 3     | Nora Mohd Saleh              | 6 | 2 | 0 | 7       | 8             |
| R     | Kholoud Essa Al-Zarouni      | 1 | 0 | 7 | 1       | 8             |

### 90. Panama
| Platz | Land                       | G | R | V | Brettp. | Mannschaftsp. |
| ----- | -------------------------- | - | - | - | ------- | ------------- |
| 90    | Panama                     | 5 | 0 | 8 | 15,5    | 10            |
| Brett | Spielerin                  | G | R | V | Punkte  | Partien       |
| 1     | Raisa Melissa Barría Baker | 5 | 3 | 5 | 6,5     | 13            |
| 2     | Yaribeth González Ramírez  | 4 | 3 | 6 | 5,5     | 13            |
| 3     | Bethania Arosemena         | 3 | 1 | 9 | 3,5     | 13            |

Die Ersatzspielerin Eimy Illueca kam im Turnierverlauf nicht zum Einsatz.

### 91. Taiwan
| Platz | Land                | G | R | V | Brettp. | Mannschaftsp. |
| ----- | ------------------- | - | - | - | ------- | ------------- |
| 91    | Taiwan              | 3 | 2 | 7 | 15      | 10            |
| Brett | Spielerin           | G | R | V | Punkte  | Partien       |
| 1     | Chen I Chen         | 7 | 0 | 4 | 7       | 11            |
| 2     | Elsa Yueh Wei Chung | 1 | 5 | 5 | 3,5     | 11            |
| 3     | Elaine Lin Yu Tong  | 1 | 1 | 6 | 1,5     | 8             |
| R     | Chen Peng An        | 1 | 1 | 4 | 1,5     | 6             |

Die Mannschaft erhielt in der siebenten Runde ein Freilos, welches mit 2 Mannschafts- und 1,5 Brettpunkten bewertet wurde.

### 92. Katar
| Platz | Land               | G | R | V | Brettp. | Mannschaftsp. |
| ----- | ------------------ | - | - | - | ------- | ------------- |
| 92    | Katar              | 3 | 2 | 7 | 15      | 11            |
| Brett | Spielerin          | G | R | V | Punkte  | Partien       |
| 1     | Aisha Al-Khelaifi  | 2 | 1 | 6 | 2,5     | 9             |
| 2     | Noora Al-Jefairi   | 1 | 2 | 6 | 2       | 9             |
| 3     | Safar Al-Shaymaa   | 5 | 1 | 3 | 5,5     | 9             |
| R     | Salama Al-Khelaifi | 2 | 3 | 4 | 3,5     | 9             |

Die Mannschaft erhielt in der achten Runde ein Freilos, welches mit 2 Mannschafts- und 1,5 Brettpunkten bewertet wurde.

### 93. Suriname
| Platz | Land              | G | R | V | Brettp. | Mannschaftsp. |
| ----- | ----------------- | - | - | - | ------- | ------------- |
| 93    | Suriname          | 4 | 1 | 7 | 14,5    | 11            |
| Brett | Spielerin         | G | R | V | Punkte  | Partien       |
| 1     | Victoria Naipal   | 5 | 2 | 4 | 6       | 11            |
| 2     | Jyoti Hardwarsing | 1 | 3 | 5 | 2,5     | 9             |
| 3     | Wasudha Malgie    | 1 | 1 | 6 | 1,5     | 8             |
| R     | Anuska Sabajo     | 3 | 0 | 5 | 3       | 8             |

Die Mannschaft erhielt in der dritten Runde ein Freilos, welches mit 2 Mannschafts- und 1,5 Brettpunkten bewertet wurde.

### 94. Kenia
| Platz | Land                    | G | R | V | Brettp. | Mannschaftsp. |
| ----- | ----------------------- | - | - | - | ------- | ------------- |
| 94    | Kenia                   | 3 | 1 | 8 | 14,5    | 9             |
| Brett | Spielerin               | G | R | V | Punkte  | Partien       |
| 1     | Linda Abur Amollo       | 2 | 3 | 6 | 3,5     | 11            |
| 2     | Jane Wambugu Wanjiru    | 4 | 2 | 5 | 5       | 11            |
| 3     | Evelyne Gichuru Wanjiru | 2 | 3 | 5 | 3,5     | 10            |
| R     | Isabelle Asiema         | 1 | 0 | 3 | 1       | 4             |

Die Mannschaft erhielt in der fünften Runde ein Freilos, welches mit 2 Mannschafts- und 1,5 Brettpunkten bewertet wurde.

### 95. Fidschi
| Platz | Land            | G | R | V  | Brettp. | Mannschaftsp. |
| ----- | --------------- | - | - | -- | ------- | ------------- |
| 95    | Fidschi         | 3 | 2 | 07 | 14      | 10            |
| Brett | Spielerin       | G | R | V  | Punkte  | Partien       |
| 1     | Kieran Lyons    | 6 | 2 | 04 | 7       | 12            |
| 2     | Gloria Sukhu    | 1 | 0 | 11 | 1       | 12            |
| 3     | Andrea Frentina | 3 | 3 | 06 | 4,5     | 12            |

Die Mannschaft erhielt in der letzten Runde ein Freilos, welches mit 2 Mannschafts- und 1,5 Brettpunkten bewertet wurde.

### 96. Angola
| Platz | Land              | G | R | V | Brettp. | Mannschaftsp. |
| ----- | ----------------- | - | - | - | ------- | ------------- |
| 96    | Angola            | 3 | 1 | 7 | 14      | 7             |
| Brett | Spielerin         | G | R | V | Punkte  | Partien       |
| 1     | Valquíria Rocha   | 3 | 3 | 4 | 4,5     | 10            |
| 2     | Sandra Venâncio   | 3 | 1 | 6 | 3,5     | 10            |
| 3     | Lucia Guimarães   | 4 | 1 | 4 | 4,5     | 9             |
| R     | Engrácia Oliveira | 1 | 1 | 2 | 1,5     | 4             |

Die Mannschaft nahm das Turnier erst zur dritten Runde auf. Alle Ergebnisse verstehen sich aus elf Wettkämpfen.

### 97. Jemen
| Platz | Land                   | G | R | V | Brettp. | Mannschaftsp. |
| ----- | ---------------------- | - | - | - | ------- | ------------- |
| 97    | Jemen                  | 4 | 1 | 7 | 14      | 11            |
| Brett | Spielerin              | G | R | V | Punkte  | Partien       |
| 1     | Adila Raweh Abdulwadud | 2 | 0 | 8 | 2       | 10            |
| 2     | Amimah Awat            | 0 | 1 | 8 | 0,5     | 9             |
| 3     | Amani Jalal            | 3 | 1 | 5 | 3,5     | 9             |
| R     | Nadhmia Abdulsalam     | 6 | 1 | 1 | 6,5     | 8             |

Die Mannschaft erhielt in der zweiten Runde ein Freilos, welches mit 2 Mannschafts- und 1,5 Brettpunkten bewertet wurde.

### 98. Trinidad und Tobago
| Platz | Land                  | G | R | V | Brettp. | Mannschaftsp. |
| ----- | --------------------- | - | - | - | ------- | ------------- |
| 98    | Trinidad und Tobago   | 3 | 2 | 7 | 13,5    | 10            |
| Brett | Spielerin             | G | R | V | Punkte  | Partien       |
| 1     | Jane Kennedy          | 4 | 2 | 5 | 5       | 11            |
| 2     | Arlene Blackman       | 1 | 2 | 7 | 2       | 10            |
| 3     | Lyndy-Ann Guiseppi    | 3 | 1 | 3 | 3,5     | 7             |
| R     | Joanne Camille Rattan | 1 | 1 | 6 | 1,5     | 8             |

Die Mannschaft erhielt in der neunten Runde ein Freilos, welches mit 2 Mannschafts- und 1,5 Brettpunkten bewertet wurde.

### 99. Libyen
| Platz | Land           | G | R | V  | Brettp. | Mannschaftsp. |
| ----- | -------------- | - | - | -- | ------- | ------------- |
| 99    | Libyen         | 0 | 5 | 07 | 13,5    | 7             |
| Brett | Spielerin      | G | R | V  | Punkte  | Partien       |
| 1     | Ali Eman       | 0 | 0 | 04 | 0       | 4             |
| 2     | Saffa El-Naami | 1 | 0 | 11 | 1       | 12            |
| 3     | Wafa Mohamed   | 2 | 5 | 05 | 4,5     | 12            |
| R     | Rahal Mawadda  | 5 | 3 | 0  | 6,5     | 8             |

Die Mannschaft erhielt in der elften Runde ein Freilos, welches mit 2 Mannschafts- und 1,5 Brettpunkten bewertet wurde. Die vier Niederlagen der Spielerin am Spitzenbrett waren offenbar sämtlich kampflos.

### 100. Namibia
| Platz | Land                | G | R | V | Brettp. | Mannschaftsp. |
| ----- | ------------------- | - | - | - | ------- | ------------- |
| 100   | Namibia             | 3 | 0 | 9 | 13      | 8             |
| Brett | Spielerin           | G | R | V | Punkte  | Partien       |
| 1     | Celeste Swartz      | 2 | 4 | 5 | 4       | 11            |
| 2     | Stephne Swartz      | 4 | 4 | 5 | 5       | 12            |
| 3     | Ngangane Ndjoze     | 2 | 0 | 6 | 2       | 8             |
| R     | Magdalena Valombola | 0 | 1 | 4 | 0,5     | 5             |

Die Mannschaft erhielt in der vierten Runde ein Freilos, welches mit 2 Mannschafts- und 1,5 Brettpunkten bewertet wurde.

### 101. Niederländische Antillen
| Platz | Land                     | G | R | V | Brettp. | Mannschaftsp. |
| ----- | ------------------------ | - | - | - | ------- | ------------- |
| 101   | Niederländische Antillen | 3 | 3 | 6 | 12,5    | 11            |
| Brett | Spielerin                | G | R | V | Punkte  | Partien       |
| 1     | Amata Balentin           | 0 | 0 | 1 | 0       | 1             |
| 2     | Uclan Flanders           | 4 | 2 | 6 | 5       | 12            |
| 3     | Seydi Salim-Moussa       | 0 | 5 | 7 | 2,5     | 12            |
| R     | Nishanti Balentin        | 2 | 3 | 6 | 3,5     | 11            |

Die Mannschaft erhielt in der sechsten Runde ein Freilos, welches mit 2 Mannschafts- und 1,5 Brettpunkten bewertet wurde.

### 102. Amerikanische Jungferninseln
| Platz | Land                         | G | R | V | Brettp. | Mannschaftsp. |
| ----- | ---------------------------- | - | - | - | ------- | ------------- |
| 102   | Amerikanische Jungferninseln | 1 | 2 | 9 | 12      | 6             |
| Brett | Spielerin                    | G | R | V | Punkte  | Partien       |
| 1     | Gail Widmer-Babic            | 2 | 0 | 8 | 2       | 10            |
| 2     | Vibha Bansal                 | 1 | 0 | 9 | 1       | 10            |
| 3     | Ila Mody                     | 6 | 1 | 5 | 6,5     | 12            |
| R     | Kalima Schmidt               | 0 | 2 | 2 | 1       | 4             |

Die Mannschaft erhielt in der zweiten Runde ein Freilos, welches mit 2 Mannschafts- und 1,5 Brettpunkten bewertet wurde.

### 103. Honduras
| Platz | Land                    | G | R | V | Brettp. | Mannschaftsp. |
| ----- | ----------------------- | - | - | - | ------- | ------------- |
| 103   | Honduras                | 2 | 0 | 9 | 9       | 4             |
| Brett | Spielerin               | G | R | V | Punkte  | Partien       |
| 1     | Sari Esther Durón Godoy | 3 | 2 | 6 | 4       | 11            |
| 2     | Persis Sevilla          | 3 | 4 | 4 | 5       | 11            |

Die Mannschaft nahm das Turnier erst zur dritten Runde auf. Alle Ergebnisse verstehen sich aus elf Wettkämpfen. Die Mannschaft bestand nur aus zwei Spielerinnen. Brett 3 wurde jeweils frei gelassen, wobei namentlich Besy Barahona aufgestellt wurde.